# Бербери
Бербери (англ. Lake Burbury) — искусственное озеро, расположенное в западной части острова Тасмания (Австралия), немного восточнее города Куинстаун. Оно образовалось в результате постройки плотины Кротти (Crotty Dam), перегородившей реку Кинг.
Площадь озера — 49 квадратных километров. Тем самым, оно является шестым по площади среди естественных и искусственных водоёмов Тасмании, вслед за озёрами Гордон (271 км²), Педдер (239 км²), Грейт-Лейк (170 км²), Артурс (64 км²) и Сорелл (52 км²).
Высота над уровнем моря — 225 м (по другим данным — 235 м), наибольшая глубина — около 75 м, средняя глубина — около 30 м.

## История
В конце 1980-х годов на реке Кинг была построена плотина Кротти (Crotty Dam), которая была введена в действие в 1991 году и изначально называлась Кинг-Ривер (King River Dam). В результате на реке Кинг образовалось искусственное озеро Бербери (Lake Burbury).
Озеро было названо в честь Стэнли Бербери (Stanley Burbury, 1909—1995) — австралийского юриста и политика, губернатора Тасмании в 1973—1982 годах (первого губернатора Тасмании, родившегося в Австралии).

## География
В озеро Бербери впадает несколько рек — Элдон (Eldon River), Саут-Элдон (South Eldon River), Принсесс (Princess River), Гавернер (Governor River) и другие, а вытекает (через плотину Кротти) только одна река — Кинг, которая потом течёт на запад и впадает в залив Маккуори, который соединяется с Индийским океаном.
Озеро Бербери вытянуто с севера на юг. В средней его части есть сужение, над которым по мосту Брэдшоу (англ. The Bradshaw Bridge) проходит автомобильная дорога  Lyell Highway, соединяющая Куинстаун с Хобартом. Протяжённость озера с севера на юг — около 23 км, а ширина, как правило, не превышает 4 км.

## Рыбная ловля
Озеро Бербери является одним из самых популярных мест для рыбной ловли в Тасмании. Рыбная ловля разрешена в течение всего года. В озере водятся кумжа (лат. Salmo trutta, англ. brown trout) и микижа (лат. Oncorhynchus mykiss, англ. rainbow trout), вес которых, как правило, находится в пределах от 0,5 кг до 2 кг, хотя иногда попадаются и более крупные экземпляры. Кроме этого, в озере водятся несколько видов галаксий — Galaxias brevipinnis и Galaxias truttaceus.